# 18e étape a du Tour de France 1935
Pour un article plus général, voir Tour de France 1935.
La 18e étape a du Tour de France 1935 s'est déroulée le 25 juillet.
Il s'agit d'une demi-étape qui relie Bordeaux (Gironde) à Rochefort (Charente-Maritime), au terme d'un parcours de 159 kilomètres.
Le Belge Jean Aerts, vainqueur de l'étape est sanctionné par les commissaires de course et replacé deuxième. C'est donc le Français René Le Grevès qui gagne la première de ses trois étapes dans l'épreuve tandis que le Belge Romain Maes conserve la tête du classement général.

## Déroulement de la course
Après plusieurs tentatives d'échappées infructueuses, un groupe de sept coureurs se détachent formé de l'Allemand Georg Stach, des Français René Le Grevès, Charles Pélissier, Gabriel Ruozzi, Joseph Mauclair et des Belges Jean Aerts et Sylvère Maes.
À l'arrivée à Rochefort, Jean Aerts l'emporte mais les commissaires de courses le reclassent deuxième à cause d'une irrégularité commise sur René Le Grevès qui est déclaré vainqueur.

## Classements

### Classement de l'étape
| \| Classement de l'étape \| Classement de l'étape \| Classement de l'étape \| Classement de l'étape \| Classement de l'étape \| \| Coureur \| Coureur \| Pays \| Équipe \| Temps \| \| --------------------- \| --------------------- \| --------------------- \| ------------------------- \| --------------------- \| \| 1er \| René Le Grevès \| France \| \| \| \| 2e \| Jean Aerts \| Belgique \| Alcyon-Dunlop \| \| \| 3e \| Charles Pélissier \| France \| Génial Lucifer-Hutchinson \| \| \| 4e \| Georg Stach \| Reich allemand \| \| \| \| 5e \| Joseph Mauclair \| France \| \| \| \| 6e \| Gabriel Ruozzi \| France \| \| \| \| 7e \| Antoine Dignef \| Belgique \| \| \| \| 8e \| Romain Maes \| Belgique \| Alcyon-Dunlop \| \| \| 9e \| Maurice Archambaud \| France \| \| \| \| 10e \| René Bernard \| France \| \| \| |                    |                |                           |       |
| |                    |                |                           |       |
| |                    |                |                           |       |
| Classement de l'étape |                    |                |                           |       |
| Coureur | Coureur            | Pays           | Équipe                    | Temps |
| 1er | René Le Grevès     | France         |                           |       |
| 2e | Jean Aerts         | Belgique       | Alcyon-Dunlop             |       |
| 3e | Charles Pélissier  | France         | Génial Lucifer-Hutchinson |       |
| 4e | Georg Stach        | Reich allemand |                           |       |
| 5e | Joseph Mauclair    | France         |                           |       |
| 6e | Gabriel Ruozzi     | France         |                           |       |
| 7e | Antoine Dignef     | Belgique       |                           |       |
| 8e | Romain Maes        | Belgique       | Alcyon-Dunlop             |       |
| 9e | Maurice Archambaud | France         |                           |       |
| 10e | René Bernard       | France         |                           |       |

### Classement général à l'issue de l'étape
| \| Classement général \| Classement général \| Classement général \| Classement général \| Classement général \| \| Coureur \| Coureur \| Pays \| Équipe \| Temps \| \| ------------------ \| ------------------ \| ------------------ \| ------------------ \| ------------------ \| \| 1er \| Romain Maes \| Belgique \| Alcyon-Dunlop \| \| \| 2e \| Ambrogio Morelli \| Italie \| \| \| \| 3e \| Félicien Vervaecke \| Belgique \| Alcyon-Dunlop \| \| \| 4e \| Sylvère Maes \| Belgique \| \| \| \| 5e \| Georges Speicher \| France \| \| \| \| 6e \| Jules Lowie \| Belgique \| \| \| \| 7e \| Maurice Archambaud \| France \| \| \| \| 8e \| René Vietto \| France \| Helyett-Hutchinson \| \| \| 9e \| Gabriel Ruozzi \| France \| \| \| \| 10e \| Oskar Thierbach \| Allemagne \| \| \| |                    |           |                    |       |
| |                    |           |                    |       |
| |                    |           |                    |       |
| Classement général |                    |           |                    |       |
| Coureur | Coureur            | Pays      | Équipe             | Temps |
| 1er | Romain Maes        | Belgique  | Alcyon-Dunlop      |       |
| 2e | Ambrogio Morelli   | Italie    |                    |       |
| 3e | Félicien Vervaecke | Belgique  | Alcyon-Dunlop      |       |
| 4e | Sylvère Maes       | Belgique  |                    |       |
| 5e | Georges Speicher   | France    |                    |       |
| 6e | Jules Lowie        | Belgique  |                    |       |
| 7e | Maurice Archambaud | France    |                    |       |
| 8e | René Vietto        | France    | Helyett-Hutchinson |       |
| 9e | Gabriel Ruozzi     | France    |                    |       |
| 10e | Oskar Thierbach    | Allemagne |                    |       |